# Raúl Pérez Varela
Pour les articles homonymes, voir Pérez.
Raúl Pérez Varela, né le 16 août 1925, est un joueur argentin de basket-ball.

## Palmarès
- Champion du monde 1950
- Finaliste des Jeux panaméricains de 1951